# Астра 1H
«Астра 1H» — европейский телекоммуникационный спутник компании SES. Он предназначается для ретрансляции радио- и телепрограмм в аналоговом и цифровом форматах.
На спутнике «Астра 1H» смонтировано два транспондера Ka-диапазона. Эти транспондеры используются для предоставления мультимедийных услуг: передачи программного обеспечения, компьютерных игр и доступа в Интернет. Для предоставления мультимедийных услуг SES и компания Intel в марте 2004 года организовали совместное предприятие ESM — European Satellite Multimedia Services.

## Характеристики
- Ракета-носитель: «Протон»
- Стабилизация: по трём осям
- Количество транспондеров: 22
- Мощность транспондера: 100 Вт
- ЭИИМ в центре пучка: 52 дБВт
- Ширина полосы транспондера: 26 МГц
- Рабочий диапазон (down-link): 12,5…12,75 ГГц

## Зона покрытия
Европа. В частности, в Москве возможен приём программ, транслируемых с этого спутника.